# 陳興門
陳興門（16世紀—17世紀），字仲超，北直隸永平府樂亭縣人，明朝、南明政治人物。

## 生平
陳興門是崇禎六年（1633年）癸酉科順天鄉試舉人，十三年（1640年）庚辰科賜特用出身，授銅仁府推官，隆武年間入朝為四川道監察御史，後致仕歸隱安東縣，課子讀書，足不出戶。

## 引用
1. 1 2  光緒《安東縣志·卷十三·人物四》：後安東最為僻壤，先後罷官寄寓者……陳興門凡十餘人……興門，字仲超，樂亭人，性爽朗，由舉人任銅仁府推官，入授四川道御史，尋致仕來居，課子讀書，足未嘗出戶限也 舊志止此。
2. ↑  乾隆《樂亭縣志·卷八·選舉》：舉人……崇禎癸酉科 陳興門 仕至銅仁府知府
3. ↑  錢海岳《南明史·卷四十五·列傳第二十一》：與（胡）接輝同臺者，倪于義、韓日將、何家駒、戴兆、萬霈圻、張于屏、李大則、張倜、徐必昌、吳玉爾、鄭楚勳、郭振培、張純仁、陳興門、張映室、朱弼、游業昌、陳加邵、莫禦、張必籙、余廣孝、蔡鎮、劉佐、方之翰、璩伯崑、王萬祚、江思令、陳學尹、吳志開。……興門，樂亭人。崇禎十三年特用。銅仁推官、四川道御史。